# 瓦西尔科夫卡河
瓦西尔科夫卡河（俄语：Река Васильковка），前称四道沟河（俄语：Река Садага），是滨海边疆区奥莉加区的河流，源起三道沟山脉，长66公里，流域面积665平方公里，在距河口9.2公里处注入阿瓦库莫夫卡河。1972年更为现名。

## 引用
1. ↑  . 国家水登记处 （俄语）.
2. ↑  А·П·穆拉诺夫. . 列宁格勒: 气象出版社. 1966 （俄语）.
3. ↑  . 列宁格勒: 气象出版社 （俄语）.
4. ↑  Т·А·基谢尔科瓦娅. . 列宁格勒: 气象出版社. 1977 （俄语）.
5. ↑   (PDF). www.vladcity.com. （原始内容 (PDF)存档于2011-07-17）.